# Saßmicke
Saßmicke ist ein Ortsteil der nordrhein-westfälischen Kreisstadt Olpe mit 610 Einwohnern.
Saßmicke liegt knapp 3,5 km südlich der Olper Kernstadt und wird östlich von der Bigge passiert. Es befindet sich rund 1,1 km nördlich des Autobahnkreuzes Olpe-Süd, wo sich A 4 und A 45 kreuzen; letztere führt unmittelbar östlich am Dorf vorbei. Früher führte die Bahnstrecke Finnentrop–Freudenberg durch Saßmicke.

## Geschichte
Erste urkundliche Erwähnung fand Saßmicke im Jahr 1409, als das Gut Sassenbicke der Kirche von Olpe geschenkt wurde.
Unter Berücksichtigung des Umstandes, dass der Ort von altersher die letzte (nieder)sächsische Siedlung zum Fränkischen war, bietet sich für die Verbindung des Grundwortes „–bicke“ mit dem vorangestellten Wortteil „Sassen-“ die Deutung des Ortsnamens als „Sachsen – Bach“ an.
Frühe Anhaltspunkte über die Größe des Ortes ergeben sich aus einem Schatzungsregister (diente der Erhebung von Steuern) für das Jahr 1543. Demnach gab es in „Syßmicken“ 18 Schatzungspflichtige; diese Zahl könnte mit den damals vorhandenen Höfen bzw. Häusern übereingestimmt haben.

## Vereine
- St.-Johannes-Schützenverein Saßmicke
- Musikverein Saßmicke